# Léon Vandermeiren
Léon Vandermeiren, né le 8 janvier 1896 et mort le 3 mai 1955 à Bruxelles en Belgique, est un footballeur international belge actif durant les années 1920 qui joue au poste de gardien de but et effectue toute sa carrière au Daring Club de Bruxelles.
Il fait partie de la sélection des Diables Rouges victorieuse aux Jeux olympiques d'Anvers en 1920 mais il ne joue aucune rencontre durant la compétition. Il joue durant toute sa carrière au Daring Club de Bruxelles, avec lequel il remporte un titre de champion de Belgique.

## Biographie

### En club
Léon Vandermeiren réalise ses débuts pour le Daring Club de Bruxelles en 1919, lorsque les compétitions reprennent après la fin de la Première Guerre mondiale. Directement titulaire dans son club, il est sélectionné en équipe nationale belge dès le mois de février 1920. Il participe également aux Jeux olympiques d'été de 1920, organisés à Anvers, en tant que gardien réserviste. 
Un an plus tard, il décroche le titre de champion de Belgique avec le Daring. Il est un des grands artisans de la conquête du titre, parvenant à garder ses buts inviolés pendant 698 minutes, un véritable exploit pour l'époque. Il poursuit sa carrière avec le club bruxellois jusqu'en 1928, quand il décide de ranger ses crampons à l'âge de 32 ans. Au total, il dispute 178 matches en première division.

### En sélections nationales
Léon Vandermeiren compte six convocations en équipe nationale belge, pour trois matches joués. Il dispute son premier match avec les Diables Rouges le 17 février 1920 contre l'Angleterre amateur. Après un match amical contre la France, il participe aux Jeux olympiques d'Anvers en 1920 mais ne dispute aucune rencontre durant le tournoi. Il joue ensuite un dernier match le 13 décembre 1925 face à l'Autriche.

## Statistiques

### En club
| Saison                | Club                  | Championnat             | Championnat | Championnat | Coupe(s) nationale(s) | Coupe(s) nationale(s) | Belgique | Belgique | Total | Total |
| Saison                | Club                  | Division                | M.          | B.          | M.                    | B.                    | M.       | B.       | M.    | B.    |
| 1919-1920             | Daring CB             | Division d’Honneur (D1) | -           | -           | -                     | -                     | 2        | 0        | 2     | 0     |
| 1920-1921             | Daring CB             | Division d’Honneur (D1) | -           | -           | -                     | -                     | -        | -        | 0     | 0     |
| 1921-1922             | Daring CB             | Division d’Honneur (D1) | -           | -           | -                     | -                     | -        | -        | 0     | 0     |
| 1922-1923             | Daring CB             | Division d’Honneur (D1) | -           | -           | -                     | -                     | -        | -        | 0     | 0     |
| 1923-1924             | Daring CB             | Division d’Honneur (D1) | -           | -           | -                     | -                     | -        | -        | 0     | 0     |
| 1924-1925             | Daring CB             | Division d’Honneur (D1) | -           | -           | -                     | -                     | -        | -        | 0     | 0     |
| 1925-1926             | Daring CB             | Division d’Honneur (D1) | -           | -           | -                     | -                     | 1        | 0        | 1     | 0     |
| 1926-1927             | Daring CB             | Division d’Honneur (D1) | -           | -           | -                     | -                     | -        | -        | 0     | 0     |
| 1927-1928             | Daring CB             | Division d’Honneur (D1) | -           | -           | -                     | -                     | -        | -        | 0     | 0     |
| Total sur la carrière | Total sur la carrière | Total sur la carrière   | 178         | 0           | -                     | -                     | 3        | 0        | 181   | 0     |

### En sélections nationales
Le tableau ci-dessous reprend toutes les sélections de Léon Vandermeiren. Les matches qu'il ne joue pas sont indiqués en italique. Le score de la Belgique est toujours indiqué en gras.
| Date       | Compétition               | Adversaire         | Lieu      | Score | Remarque |
| ---------- | ------------------------- | ------------------ | --------- | ----- | -------- |
| 17/02/1920 | Match amical              | Angleterre amateur | Bruxelles | 3-1   |          |
| 28/03/1920 | Match amical              | France             | Paris     | 2-1   |          |
| 29/08/1920 | JO 1920 (quart de finale) | Espagne            | Anvers    | 3-1   |          |
| 31/08/1920 | JO 1920 (demi-finale)     | Pays-Bas           | Anvers    | 3-0   |          |
| 02/09/1920 | JO 1920 (finale)          | Tchécoslovaquie    | Anvers    | 2-0   |          |
| 13/12/1925 | Match amical              | Autriche           | Liège     | 3-4   |          |